# Madagaskar (2005.)
Madagaskar (engl. Madagascar) je američki animirani film iz 2005. godine, koji je producirao Dreamworks. Film je redatelja Eric Darnell i Tom McGrath, u kojem su glasove posudili Ben Stiller, Chris Rock, David Schwimmer, i Jada Pinkett Smith. Nastavak pod nazivom Madagaskar 2 objavljen je 2008. godine. Madagaskar 3: Najtraženiji u Europi izašao je u 2012. godini.

## Radnja
U jednom zoološkom vrtu u New Yorku žive raznolike životinje. Tu se nalaze i četiri životinje: Alex lav, Marty zebra, Melman žirafa i Gloria nilski konj. Martyju bude deseti rođendan. Martyjeva najveća želja je da ode u divljinu. U tome ga nitko ne podržava. Melman mu kaže da je čuo da je Kanadi prilično prostrano. Jedne noći, kada svi zaspu, Marty se išulja i otiđe podzemnim vlakom za Kanadu. Kada ostali shvate da je on otišao, pođu ga tražiti. Dok ga oni traže, Marty ide na kolodvor. Oni ga nađu, no dođe policija i Alexa upuca strelicom za uspavljivanje. Alex se opet probudi, i zaradi još jednu strelicu.
Kada se Alex probudi, shvati da je u kutiji. Pokraj njega također u kutiji su i Marty, Melman i Gloria. Nađu se u brodu za Keniju koji ih premješta u zoološki vrt u Keniji. Pokušavaju se osloboditi. Nakon toga upadnu u more i Alex se razdvoji od njih.
Kada svane dan, Alex se probudi i nasuka na nekakvu obalu. Cijeli dan doziva svoje prijatelje, no sljedeći dan ih pronađe. Melman zakljući da su na otoku Santa Barbara. Čuju glazbu i pomisle da tu ima ljudi. Kada dođu, shvate da na tu glazbu plešu životinje lemuri. Oni isprva misle da su to zle zvijeri, no po njima su to kasnije mimoze. Kažu im da su na otoku Madagaskar.
Dok svi umiru od gladi i žeđi, Marty uživa jer mu se želja za odlazak u divljinu ispunila. Čak napravi malu kućicu od lišća u koju kasnije svi uđu. Sutradan se probude u šumi, gdje su lemuri. Ugađaju im svakako. Tada se Marty i Alex hvataju u divljini i Alex shvati da je lav i od gladi počne jesti životinje. Svi pobjegnu. Nakon toga dođe brod po njih. Zapravo u brodu su samo pingvini. U brodu ne bude više benzina i oni ostanu.

## Uloge

### Glavni likovi
| Lik    | Originalni glas    | Glasove posudili  |
| ------ | ------------------ | ----------------- |
| Alex   | Ben Stiller        | Boris Mirković    |
| Marty  | Chris Rock         | Ozren Grabarić    |
| Melman | David Schwimmer    | Drago Utješanović |
| Gloria | Jada Pinkett Smith | Zrinka Cvitešić   |

### Ostali originalni glasovi
- Sacha Baron Cohen kao Kralj Julien
- Cedric the Entertainment kao Maurice
- Andy Richter kao Mort
- Tom McGrath kao Skipper
- Christopher Knights kao Private
- Chris Miller kao Kowalski
- John DiMaggio kao Rico
- Conrad Vernon kao Mason (Phil je bezvučan)
- Fred Tatasciore i Tom McGrath kao Fossa
- Elisa Gabrielli kao Nana
- Bob Saget kao zoo životinja (životinja nejasna)
- David Cowgill kao policijski konj
- Stephen Apostolina kao policajac

### Hrvatska sinkronizacija
Ostali glasovi:
- Jasna Bilušić
- Dražen Bratulić
- Mirela Brekalo
- Cella Anita Celić
- Aleksandar Cvjetković
- Željko Duvnjak
- Zoran Gogić
- Marijana Mikulić
- David Jakovljević
- Marin Kraljev
- Lovro Krnić
- Tea Novački-Dugi
- Juraj Primorac
- Dorotea Rep
- Ranko Tihomirović
- Marko Torjanac
- Roman Wagner
- Zlatan Zuhrić

- Sinkronizacija: Duplicato Media d.o.o.
- Redateljica dijaloga i vokalnih izvedbi: Ivana Vlkov Wagner
- Prijevod, adaptacija i stihovi dijaloga: Lara Hölbling Matković

## Vanjske poveznice
- Madagaskar u internetskoj bazi filmova IMDb-a
- Madagaskar na Rotten Tomatoes (engl.)